# فهرست مناطق آزاد و ویژه اقتصادی ایران
برخی از مناطق اقتصادی این لیست در مرحله پیش‌نهاد، مصوبه اولیه یا مصوبه نهایی هستند. لیست مناطق آزاد و ویژه اقتصادی فعال ایران را می‌توانید از  درگاه خدمات مناطق آزاد و ویژه ایران بررسی کنید.

## استان آذربایجان شرقی
- منطقه آزاد تجاری-صنعتی ارس (شهرستان‌های جلفا، کلیبر و خداآفرین)(سال1382) [۲]
- منطقه ویژه اقتصادی سهند مراغه (شهرستان مراغه)
- منطقه ویژه اقتصادی سهلان (شهرستان تبریز)[۳]

## استان آذربایجان غربی
- منطقه آزاد تجاری-صنعتی ماکو (شهرستان ماکو و چالدران)
- منطقه ویژه اقتصادی سلماس
- منطقه ویژه اقتصادی سرو و ارومیه[۴]

## استان اردبیل
- منطقه آزاد تجاری-صنعتی اردبیل
- منطقه ویژه اقتصادی نمین
- منطقه ویژه اقتصادی نیر [۵]
- منطقه ویژه اقتصادی مشگین شهر[۶]
- منطقه ویژه اقتصادی گرمی [۶]
- منطقه ویژه اقتصادی خلخال[۶]

## استان اصفهان
- منطقه ویژه اقتصادی شهرضا
- منطقه ویژه اقتصادی کاشان
- منطقه ویژه اقتصادی شاهین‌شهر[۴]
- منطقه ویژه اقتصادی فریدن

## استان البرز
- منطقه ویژه اقتصادی پیام (شهرستان کرج)
- منطقه ویژه اقتصادی ساوجبلاغ[۴]

## استان ایلام
- منطقه آزاد تجاری-صنعتی ایلام (شهرستان ایلام)

## استان بوشهر
- منطقه آزاد تجاری-صنعتی بوشهر (شهرستان بوشهر)
- منطقه ویژه اقتصادی بوشهر (شهرستان بوشهر)
- منطقه ویژه اقتصادی انرژی پارس (شهرستان عسلویه)[۱]
- منطقه ویژه اقتصادی شمال استان بوشهر (شهرستان دیلم)[۷]

## استان تهران
- منطقه آزاد تجاری-صنعتی شهر فرودگاهی امام خمینی[۱]
- منطقه ویژه اقتصادی پرند
- منطقه ویژه اقتصادی ری

## استان خراسان رضوی
- منطقه ویژه اقتصادی سبزوار (شهرستان سبزوار)
- منطقه آزاد تجاری-صنعتی سرخس (شهرستان سرخس)
- منطقه آزاد تجاری-صنعتی دوغارون شهرستان تایباد
- منطقه ویژه اقتصادی قوچان (شهرستان قوچان)[۴]
- منطقه ویژه اقتصادی کاشمر (شهرستان کاشمر)
- منطقه ویژه اقتصادی خواف[۴]

## استان خراسان جنوبی
- منطقه ویژه اقتصادی بیرجند (شهرستان بیرجند)

## استان خراسان شمالی
- منطقه ویژه اقتصادی بجنورد (شهرستان بجنورد)

## استان خوزستان
- منطقه آزاد تجاری-صنعتی اروند (شهرستان‌های خرمشهر و آبادان)(سال 1382)
- منطقه ویژه اقتصادی بندر امام خمینی (شهرستان بندر ماهشهر بخش بندر امام خمینی)
- منطقه ویژه اقتصادی پتروشیمی (شهرستان بندر ماهشهر بخش بندر امام خمینی)
- منطقه ویژه اقتصادی مسجدسلیمان

## استان زنجان
- منطقه ویژه اقتصادی زنجان

## استان سمنان
- منطقه ویژه اقتصادی گرمسار

## استان سیستان و بلوچستان
- منطقه آزاد تجاری-صنعتی چابهار (شهرستان چابهار)(سال 1370)
- منطقه آزاد تجاری-صنعتی سیستان (رامشار)
- منطقه ویژه انرژی بادی میل نادر
- منطقه ویژه اقتصادی میرجاوه

## استان فارس
- منطقه ویژه اقتصادی شیراز
- منطقه ویژه اقتصادی کازرون
- منطقه ویژه اقتصادی جهرم
- منطقه ویژه اقتصادی فسا
- منطقه ویژه اقتصادی پارسیان (شهرستان مهر)
- منطقه ویژه اقتصادی لامرد

## استان قزوین
- منطقه ویژه اقتصادی تاکستان[۴]

## استان قم
- منطقه ویژه اقتصادی سلفچگان

## استان کردستان
- منطقه آزاد تجاری-صنعتی بانه و مریوان (شهرستان های بانه و مریوان)
- منطقه ویژه اقتصادی بانه (شهرستان بانه)

## استان کرمان
- منطقه ویژه اقتصادی سیرجان (شهرستان سیرجان)
- منطقه ویژه اقتصادی ارگ جدید (شهرستان بم)
- منطقه ویژه اقتصادی رفسنجان (شهرستان رفسنجان)
- منطقه ویژه اقتصادی جازموریان (شهرستان رودبار جنوب)
- منطقه ویژه اقتصادی شهربابک (شهرستان شهربابک)
- منطقه ویژه اقتصادی گل گهر (شهرستان سیرجان) تصویب شده در مجلس

## استان کرمانشاه
- منطقه آزاد تجاری-صنعتی قصرشیرین (شهرستان قصرشیرین)
- منطقه ویژه اقتصادی اسلام‌آباد غرب (شهرستان اسلام‌آباد غرب)

## استان کهگیلویه و بویراحمد
- منطقه ویژه اقتصادی گچساران [۴]

## استان گلستان
- منطقه آزاد تجاری-صنعتی اینچه‌برون (شهرستان گنبد کاووس)
- منطقه ویژه اقتصادی اترک (شهرستان گرگان)

## استان گیلان
- منطقه آزاد تجاری-صنعتی انزلی (شهرستان انزلی) (سال 1384)
- منطقه ویژه اقتصادی بندر آستارا (شهرستان آستارا)[۸]
- منطقه ویژه اقتصادی صنعتی  فومن ، صومعه سرا ، لاهیجان ،لنگرود  (شهرستان فومن ) ( شهرستان لنگرود ) ( شهرستان لاهیجان) ( شهرستان صومعه سرا )
- منطقه ویژه اقتصادی _ صنعتی گیلان رشت

## استان لرستان
- منطقه ویژه اقتصادی ازنا
- منطقه ویژه اقتصادی بروجرد
- منطقه ویژه اقتصادی خرم‌آباد[۴]

## استان مازندران
- منطقه آزاد تجاری-صنعتی مازندران
- منطقه ویژه اقتصادی بندر امیرآباد (شهرستان بهشهر)
- منطقه ویژه اقتصادی بندر فریدونکنار (شهرستان فریدونکنار)
- منطقه ویژه اقتصادی بندر نوشهر (شهرستان نوشهر)[۱]
- منطقه ویژه گردشگری نور و محمودآباد
- منطقه ویژه اقتصادی آمل

## استان مرکزی
- منطقه ویژه اقتصادی ایرانیان (شهرستان زرندیه)[۱]
- منطقه ویژه اقتصادی کاوه (شهرستان ساوه)

## استان هرمزگان
- منطقه آزاد تجاری-صنعتی قشم (شهرستان قشم)
- منطقه آزاد تجاری-صنعتی کیش (شهرستان بندرلنگه)
- منطقه ویژه اقتصادی بندر شهید رجایی (شهرستان بندرعباس)
- منطقه ویژه اقتصادی صنایع معدنی و فلزی خلیج فارس (شهرستان بندرعباس)
- منطقه ویژه اقتصادی کشتی سازی خلیج فارس (شهرستان بندرعباس)
- منطقه ویژه اقتصادی پارسیان
- منطقه ویژه اقتصادی لاوان[۱]

## استان همدان
- منطقه ویژه اقتصادی جهان آباد(شهرستان فامنین)

## استان یزد
- منطقه ویژه اقتصادی یزد (شهرستان یزد)
- منطقه ویژه اقتصادی ابرکوه[۴]
- منطقه ویژه اقتصادی بافق
- منطقه ویژه اقتصادی میبد شهرستان میبد[۴]
- منطقه ویژه اقتصادی فولاد اردکان… (غیر مصوب)
- منطقه ویژه اقتصادی مهریز. بندر خشک
- منطقه ویژه اقتصادی شهرک بزرگ صنعتی یزد.. خضر آباد